# Leptogaster taurica
Leptogaster taurica är en tvåvingeart som beskrevs av Pavel Lehr 1961. Leptogaster taurica ingår i släktet Leptogaster och familjen rovflugor.
Artens utbredningsområde är Kazakstan. Inga underarter finns listade i Catalogue of Life.